# Олівія Гасі
Олівія Гасі (англ. Olivia Hussey, при народженні Олівія Осуна, ісп. Olivia Osuna; 17 квітня 1951, Буенос-Айрес — 27 грудня 2024, Бербанк, Каліфорнія) — британська акторка.

## Біографія
Народилася 17 квітня 1951 року в Буенос-Айресі. Її батько Андреас Осуна був оперним співаком і виступав під псевдонімом Ісвальдо Рібо. Коли Олівії виповнилося 2 роки, батьки розлучилися, і через 5 років мати забрала її та молодшого брата Ендрю до Лондона. Там Олівія, взявши прізвище матері, почала відвідувати театральну школу.
Першу телевізійну роль отримала в 13 років, а у 16 зіграла Джульєтту у фільмі «Ромео і Джульєтта» режисера Франко Дзеффіреллі, за яку отримала премію «Золотий глобус» за дебютну роль. Олівія переїхала до Лос-Анджелеса, в 1971 році одружилася з сином актора Діна Мартіна Діном Полом Мартіном. Народила сина Александра (також став актором).
У 1973 році знялася у фільмі «Втрачений горизонт», в 1978 році — у фільмі «Смерть на Нілі». У 1977 році втілила Діву Марію в телепроєкті Дзефіреллі «Ісус із Назарета». З Діном Полом Мартіном розійшлася в 1978 році і через два роки вступила у шлюб з японським співаком Акірою Фусе, в 1983 році народила сина Максиміліана.
Зіграла в екранізації книги Папи Римського Івана Павла II «Магазин ювеліра» в 1988 році. З Фусе розлучилася в 1989 році, а в 1991 році пошлюбила американського рок-співака й актора Девіда Ґлена Ейслі, в 1993 році народила доньку Індію Ейслі.
У 2002 втілила екранний образ Матері Терези в телевізійному фільмі. Восени 2014 року Олівія Гассі взяла участь у зйомках фільму «Соціальне самогубство» британського режисера Брюса Вебба, який переносить історію Ромео і Джульєтти у сучасний світ соціальних мереж. У цьому проєкті також зайнятий Леонард Вайтінґ, партнер Гассі в легендарному фільмі Дзеффіреллі «Ромео і Джульєтта», дружбу з яким вона зберегла на все життя. Вайтінґ і Гассі представляють у фільмі батьків Джулії (нинішньої Джульєтти), в образі якої постає реальна дочка Олівії — Індія Айслі. Фільм вийшов у 2015 році.
Олівія Гасі померла 27 грудня 2024 року в себе вдома у місті Бербанк, штат Каліфорнія, в 73-річному віці.

## Вибрана фільмографія
- 1968 — Ромео і Джульєтта
- 1977 — Ісус із Назарета
- 1987 — Смерть на Нілі
- 1980 — Вірус
- 1982 — Айвенго